# 列夫斯基市鎮
43°23′N 25°9′E / 43.383°N 25.150°E

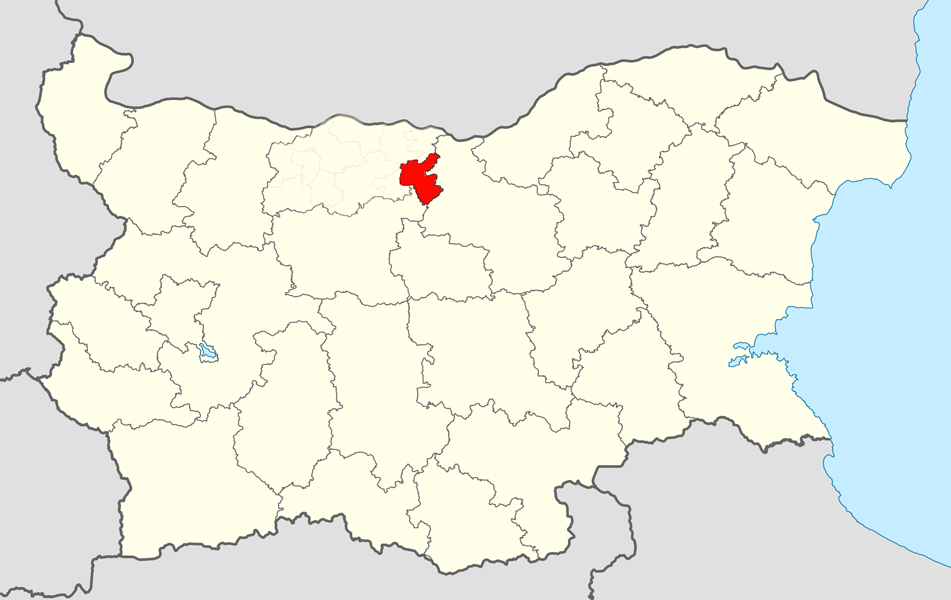

列夫斯基市，是保加利亞的城鎮，位於該國北部，由普列文州負責管轄，首府設於列夫斯基，面積414平方公里，2009年人口21,487，人口密度每平方公里51.9人。